# Cyclaspis strigilis
Cyclaspis strigilis är en kräftdjursart som beskrevs av Hale 1944. Cyclaspis strigilis ingår i släktet Cyclaspis och familjen Bodotriidae. Inga underarter finns listade i Catalogue of Life.